# Puchar Heinekena (2001/2002)
Puchar Heinekena 2001/2002 – siódma edycja Pucharu Heinekena, pierwszego poziomu europejskich klubowych rozgrywek w rugby union. Zawody odbyły się w dniach 28 września 2001 – 25 maja 2002 roku.
Najwięcej punktów w sezonie zdobył Ronan O’Gara, w klasyfikacji przyłożeń zwyciężył zaś Ugo Mola.

## Faza grupowa

### Grupa A
| 29 września 200117:15 | Leicester Tigers     | 12:9(9:9) | Scarlets             | Welford Road, Leicester Widzów: 15 170 Sędzia: David McHugh |
| 29 września 200117:15 | Tim Stimpson 12 (4K) | 12:9(9:9) | Stephen Jones 9 (3K) | Welford Road, Leicester Widzów: 15 170 Sędzia: David McHugh |
| 29 września 200117:15 | Martin Johnson       | 12:9(9:9) |                      | Welford Road, Leicester Widzów: 15 170 Sędzia: David McHugh |

| 29 września 200119:30 | Perpignan | 56:3(20:3) | Calvisano             | Stade Aimé Giral, Perpignan Widzów: 3 000 Sędzia: Andy Ireland |
| 29 września 200119:30 | Ludovic Loustau 5 (P) Benoit Bellot 19 (5pd 3K) Farid Sid 5 (P) Frédéric Cermeno 2 (pd) Jose Orengo 10 (2P) Nicolas Couttet 5 (P) Robbie MacDonald 5 (P) | 56:3(20:3) | Kelly Rolleston 3 (K) | Stade Aimé Giral, Perpignan Widzów: 3 000 Sędzia: Andy Ireland |

| 5 października 200118:45 | Scarlets                       | 20:6(6:3) | Perpignan              | Stradey Park, Llanelli Widzów: 4 326 Sędzia: Steve Lander |
| 5 października 200118:45 | Stephen Jones 20 (P 5K)        | 20:6(6:3) | Benoit Bellot 6 (dg K) | Stradey Park, Llanelli Widzów: 4 326 Sędzia: Steve Lander |
| 5 października 200118:45 | Pascal Meya · Robbie MacDonald | 20:6(6:3) |                        | Stradey Park, Llanelli Widzów: 4 326 Sędzia: Steve Lander |

| 7 października 200114:30 | Calvisano             | 3:37(3:20) | Leicester Tigers                                                                                       | Stadio San Michele, Calvisano Widzów: 2 500 Sędzia: Gareth Simmonds |
| 7 października 200114:30 | Kelly Rolleston 3 (K) | 3:37(3:20) | Austin Healey 5 (P) Freddie Tuilagi 5 (P) Harry Ellis 5 (P) Neil Back 10 (2P) Tim Stimpson 12 (3pd 2K) | Stadio San Michele, Calvisano Widzów: 2 500 Sędzia: Gareth Simmonds |

| 27 października 200119:30 | Perpignan                  | 30:31(18:15) | Leicester Tigers                                            | Stade Aimé Giral, Perpignan Widzów: 11 000 Sędzia: Giulio De Santis |
| 27 października 200119:30 | Thierry Lacroix 30 (dg 9K) | 30:31(18:15) | Andy Goode 3 (dg) Steve Booth 5 (P) Tim Stimpson 23 (pd 7K) | Stade Aimé Giral, Perpignan Widzów: 11 000 Sędzia: Giulio De Santis |

| 28 października 200114:30 | Calvisano                                  | 13:31(3:14) | Scarlets | Stadio San Michele, Calvisano Widzów: 300 Sędzia: Daniel Gillet |
| 28 października 200114:30 | Daniele Davo 5 (P) Fabio Zitelli 8 (pd 2K) | 13:31(3:14) | Barry Davies 5 (P) Chris Wyatt 5 (P) Gareth Bowen 4 (2pd) Marcus Thomas 5 (P) Scott Quinnell 5 (P) Simon Easterby 5 (P) Stephen Jones 2 (pd) | Stadio San Michele, Calvisano Widzów: 300 Sędzia: Daniel Gillet |

| 3 listopada 200114:30 | Scarlets | 93:14(41:7) | Calvisano                                                              | Stradey Park, Llanelli Widzów: 4 000 Sędzia: Steve Lander |
| 3 listopada 200114:30 | Chris Wyatt 5 (P) Garan Evans 10 (2P) Gareth Bowen 5 (P) John Davies 5 (P) Matt Cardey 25 (5P) Neil Boobyer 5 (P) Phil Booth 5 (P) Stephen Jones 18 (9pd) Wayne Proctor 15 (3P) | 93:14(41:7) | Cristiano Zanoletti 5 (P) Fabio Zitelli 4 (2pd) Pietro Scanziani 5 (P) | Stradey Park, Llanelli Widzów: 4 000 Sędzia: Steve Lander |
| 3 listopada 200114:30 | Chris Wyatt | 93:14(41:7) | Paolo Vaccari                                                          | Stradey Park, Llanelli Widzów: 4 000 Sędzia: Steve Lander |

| 3 listopada 200119:30 | Leicester Tigers | 54:15(27:15) | Perpignan                                                     | Welford Road, Leicester Widzów: 15 662 Sędzia: Alain Rolland |
| 3 listopada 200119:30 | Ben Kay 5 (P) Geordan Murphy 5 (P) Lewis Moody 5 (P) Ollie Smith 5 (P) Steve Booth 5 (P) Tim Stimpson 29 (P 6pd 4K) | 54:15(27:15) | Benoit Bellot 5 (pd K) Farid Sid 5 (P) Frédéric Cermeno 5 (P) | Welford Road, Leicester Widzów: 15 662 Sędzia: Alain Rolland |

| 4 stycznia 200220:05 | Perpignan | 42:10(22:3) | Scarlets                                     | Stade Aimé Giral, Perpignan Widzów: 4 500 Sędzia: David McHugh |
| 4 stycznia 200220:05 | Ludovic Loustau 5 (P) Benoit Bellot 9 (P 2pd) Farid Sid 5 (P) Olivier Olibeau 5 (P) Robbie MacDonald 5 (P) Thierry Lacroix 13 (2pd 3K) | 42:10(22:3) | Scott Quinnell 5 (P) Stephen Jones 5 (pd dg) | Stade Aimé Giral, Perpignan Widzów: 4 500 Sędzia: David McHugh |
| 4 stycznia 200220:05 | Bernard Goutta | 42:10(22:3) | Vernon Cooper                                | Stade Aimé Giral, Perpignan Widzów: 4 500 Sędzia: David McHugh |

| 5 stycznia 200215:00 | Leicester Tigers                                                                                   | 29:7(17:0) | Calvisano                                 | Welford Road, Leicester Widzów: 15 140 Sędzia: Gérard Borreani |
| 5 stycznia 200215:00 | Andy Goode 2 (pd) Geordan Murphy 12 (2P pd) Martin Corry 5 (P) Ollie Smith 5 (P) Steve Booth 5 (P) | 29:7(17:0) | Fabio Zitelli 2 (pd) Laurent Bordes 5 (P) | Welford Road, Leicester Widzów: 15 140 Sędzia: Gérard Borreani |
| 5 stycznia 200215:00 | Neil Back                                                                                          | 29:7(17:0) | Cris Mayerhofler                          | Welford Road, Leicester Widzów: 15 140 Sędzia: Gérard Borreani |

| 12 stycznia 200214:30 | Calvisano                                                           | 18:33(11:14) | Perpignan | Stadio San Michele, Calvisano Widzów: 1 300 Sędzia: Nigel Owens |
| 12 stycznia 200214:30 | Kelly Rolleston 11 (P 2K) Laurent Bordes 2 (pd) Paolo Vaccari 5 (P) | 18:33(11:14) | Benoit Bellot 8 (4pd) Farid Sid 5 (P) Jacques Basset 5 (P) Jean-Marc Souverbie 5 (P) Michel Konieck 5 (P) Phil Murphy 5 (P) | Stadio San Michele, Calvisano Widzów: 1 300 Sędzia: Nigel Owens |

| 12 stycznia 200215:00 | Scarlets              | 24:12(15:12) | Leicester Tigers   | Stradey Park, Llanelli Widzów: 10 614 Sędzia: Rob Dickson |
| 12 stycznia 200215:00 | Stephen Jones 24 (8K) | 24:12(15:12) | Andy Goode 12 (4K) | Stradey Park, Llanelli Widzów: 10 614 Sędzia: Rob Dickson |

### Grupa B
| 29 września 200115:30 | Benetton                                           | 28:33(18:17) | Ulster                                                            | Stadio comunale di Monigo, Treviso Widzów: 4 000 Sędzia: Paul Adams |
| 29 września 200115:30 | Massimiliano Perziano 5 (P) Simon Mason 23 (pd 7K) | 28:33(18:17) | Andy Ward 5 (P) David Humphreys 23 (P 3pd 4K) James Topping 5 (P) | Stadio comunale di Monigo, Treviso Widzów: 4 000 Sędzia: Paul Adams |
| 29 września 200115:30 | Andrea Gritti · Carlo Checchinato                  | 28:33(18:17) | Andy Ward                                                         | Stadio comunale di Monigo, Treviso Widzów: 4 000 Sędzia: Paul Adams |

| 30 września 200115:45 | London Wasps                            | 19:25(6:15) | Stade Français                                  | Loftus Road, Londyn Widzów: 5 950 Sędzia: Iain Ramage |
| 30 września 200115:45 | Josh Lewsey 5 (P) Kenny Logan 14 (P 3K) | 19:25(6:15) | Diego Domínguez 20 (pd 6K) Thomas Lombard 5 (P) | Loftus Road, Londyn Widzów: 5 950 Sędzia: Iain Ramage |
| 30 września 200115:45 | Richard Pool-Jones                      | 19:25(6:15) |                                                 | Loftus Road, Londyn Widzów: 5 950 Sędzia: Iain Ramage |

| 5 października 200118:50 | Ulster                                             | 42:19(6:13) | London Wasps                            | Ravenhill Stadium, Belfast Widzów: 10 000 Sędzia: Giulio De Santis |
| 5 października 200118:50 | David Humphreys 37 (P pd 4dg 6K) Tyrone Howe 5 (P) | 42:19(6:13) | Kenny Logan 14 (pd 4K) Will Green 5 (P) | Ravenhill Stadium, Belfast Widzów: 10 000 Sędzia: Giulio De Santis |
| 5 października 200118:50 | Andy Ward                                          | 42:19(6:13) | Darren Molloy                           | Ravenhill Stadium, Belfast Widzów: 10 000 Sędzia: Giulio De Santis |

| 6 października 200118:00 | Stade Français | 42:9(21:9) | Benetton           | Stade Jean-Bouin, Paryż Widzów: 3 742 Sędzia: David Tyndall |
| 6 października 200118:00 | Franck Comba 5 (P) Christophe Dominici 10 (2P) Christophe Juillet 5 (P) David Auradou 5 (P) Diego Domínguez 15 (3pd 3K) Nathan Williams 2 (pd) | 42:9(21:9) | Simon Mason 9 (3K) | Stade Jean-Bouin, Paryż Widzów: 3 742 Sędzia: David Tyndall |
| 6 października 200118:00 | Stewart Magorian | 42:9(21:9) |                    | Stade Jean-Bouin, Paryż Widzów: 3 742 Sędzia: David Tyndall |

| 27 października 200114:50 | Stade Français | 40:11(27:11) | Ulster                                    | Stade Jean-Bouin, Paryż Widzów: 6 000 Sędzia: Steve Lander |
| 27 października 200114:50 | Christophe Dominici 5 (P) Diego Domínguez 18 (3pd 4K) Fabien Galthie 5 (P) Julien Berthe 2 (pd) Sylvain Jonnet 5 (P) Sylvain Marconnet 5 (P) | 40:11(27:11) | Paddy Wallace 6 (2K) Tony McWhirter 5 (P) | Stade Jean-Bouin, Paryż Widzów: 6 000 Sędzia: Steve Lander |

| 28 października 200115:00 | London Wasps                                               | 29:24(13:15) | Benetton                                       | Loftus Road, Londyn Widzów: 3 700 Sędzia: Gérard Borreani |
| 28 października 200115:00 | Alex King 19 (2pd 5K) Joe Worsley 5 (P) Mike Roberts 5 (P) | 29:24(13:15) | Francesco Mazzariol 3 (dg) Simon Mason 21 (7K) | Loftus Road, Londyn Widzów: 3 700 Sędzia: Gérard Borreani |
| 28 października 200115:00 | Mike Roberts                                               | 29:24(13:15) | Franco Properzi Curti                          | Loftus Road, Londyn Widzów: 3 700 Sędzia: Gérard Borreani |

| 2 listopada 200114:50 | Ulster                                                          | 19:16(9:8) | Stade Français                                               | Ravenhill Stadium, Belfast Widzów: 13 000 Sędzia: Nigel Whitehouse |
| 2 listopada 200114:50 | David Humphreys 9 (3K) Paddy Wallace 5 (pd K) Tyrone Howe 5 (P) | 19:16(9:8) | Diego Domínguez 6 (2K) Mike James 5 (P) Sylvain Jonnet 5 (P) | Ravenhill Stadium, Belfast Widzów: 13 000 Sędzia: Nigel Whitehouse |
| 2 listopada 200114:50 | David Auradou                                                   | 19:16(9:8) |                                                              | Ravenhill Stadium, Belfast Widzów: 13 000 Sędzia: Nigel Whitehouse |

| 3 listopada 200114:30 | Benetton                                                     | 32:17(15:9) | London Wasps                            | Stadio comunale di Monigo, Treviso Widzów: 4 000 Sędzia: Iain Ramage |
| 3 listopada 200114:30 | Giacomo Preo 3 (dg) Peter Richards 5 (P) Simon Mason 24 (8K) | 32:17(15:9) | Matthew Leek 12 (4K) Shane Roiser 5 (P) | Stadio comunale di Monigo, Treviso Widzów: 4 000 Sędzia: Iain Ramage |
| 3 listopada 200114:30 | Fabio Ongaro · Matteo Mazzantini                             | 32:17(15:9) | Trevor Leota                            | Stadio comunale di Monigo, Treviso Widzów: 4 000 Sędzia: Iain Ramage |

| 5 stycznia 200214:30 | Benetton           | 6:59(6:31) | Stade Français | Stadio comunale di Monigo, Treviso Widzów: 4 000 Sędzia: Chris White |
| 5 stycznia 200214:30 | Simon Mason 6 (2K) | 6:59(6:31) | Arthur Gomes 5 (P) Cliff Mytton 5 (P) David Auradou 5 (P) Diego Domínguez 19 (8pd K) Nicolas Raffault 5 (P) Patrick Tabacco 5 (P) Pierre Rabadan 10 (2P) Raphaël Poulain 5 (P) | Stadio comunale di Monigo, Treviso Widzów: 4 000 Sędzia: Chris White |

| 6 stycznia 200215:45 | London Wasps                                                                   | 36:32(26:12) | Ulster                                                                                   | Loftus Road, Londyn Widzów: 5 556 Sędzia: Giovanni Morandin |
| 6 stycznia 200215:45 | Alex King 21 (3pd 5K) Fraser Waters 5 (P) Mark Denney 5 (P) Shane Roiser 5 (P) | 36:32(26:12) | Andy Ward 5 (P) David Humphreys 6 (2K) Paddy Wallace 16 (2pd dg 3K) Ryan Constable 5 (P) | Loftus Road, Londyn Widzów: 5 556 Sędzia: Giovanni Morandin |
| 6 stycznia 200215:45 | Ian Jones                                                                      | 36:32(26:12) |                                                                                          | Loftus Road, Londyn Widzów: 5 556 Sędzia: Giovanni Morandin |

| 11 stycznia 200219:00 | Ulster | 59:3(21:3) | Benetton          | Ravenhill Stadium, Belfast Widzów: 12 500 Sędzia: Nigel Whitehouse |
| 11 stycznia 200219:00 | Adam Larkin 5 (P) David Humphreys 13 (2pd 3K) Gary Longwell 5 (P) Neil Doak 10 (2P) Paddy Wallace 6 (3pd) Ryan Constable 5 (P) Tyrone Howe 10 (2P) | 59:3(21:3) | Simon Mason 3 (K) | Ravenhill Stadium, Belfast Widzów: 12 500 Sędzia: Nigel Whitehouse |
| 11 stycznia 200219:00 | Carlo Checchinato · Simon Mason | 59:3(21:3) |                   | Ravenhill Stadium, Belfast Widzów: 12 500 Sędzia: Nigel Whitehouse |

| 12 stycznia 200218:00 | Stade Français                                                                                   | 31:0(20:0) | London Wasps            | Stade Jean-Bouin, Paryż Widzów: 8 000 Sędzia: Antonio Lombardi |
| 12 stycznia 200218:00 | Diego Domínguez 16 (2pd 4K) Nicolas Raffault 5 (P) Patrick Tabacco 5 (P) Sylvain Marconnet 5 (P) | 31:0(20:0) |                         | Stade Jean-Bouin, Paryż Widzów: 8 000 Sędzia: Antonio Lombardi |
| 12 stycznia 200218:00 | Benoit August · Pablo Lemoine                                                                    | 31:0(20:0) | Craig Dowd · Will Green | Stade Jean-Bouin, Paryż Widzów: 8 000 Sędzia: Antonio Lombardi |

### Grupa C
| 29 września 200114:30 | Swansea                 | 21:16(12:6) | Edynburg                                                    | St. Helens Ground, Swansea Widzów: 4 000 Sędzia: Giovanni Morandin |
| 29 września 200114:30 | Gavin Henson 21 (dg 6K) | 21:16(12:6) | Chris Paterson 5 (P) Duncan Hodge 2 (pd) Gordon Ross 9 (3K) | St. Helens Ground, Swansea Widzów: 4 000 Sędzia: Giovanni Morandin |

| 29 września 200118:30 | Biarritz                         | 6:14(3:6) | Bath                              | Parc des Sports Aguiléra, Biarritz Widzów: 6 500 Sędzia: Nigel Williams |
| 29 września 200118:30 | Joe Roff 3 (K) Stuart Legg 3 (K) | 6:14(3:6) | Matt Perry 9 (3K) Tom Voyce 5 (P) | Parc des Sports Aguiléra, Biarritz Widzów: 6 500 Sędzia: Nigel Williams |

| 5 października 200119:30 | Edynburg              | 6:6(0:6) | Biarritz                            | Myreside, Edynburg Widzów: 4 470 Sędzia: Tony Spreadbury |
| 5 października 200119:30 | Duncan Hodge 6 (dg K) | 6:6(0:6) | Stuart Legg 6 (2K)                  | Myreside, Edynburg Widzów: 4 470 Sędzia: Tony Spreadbury |
| 5 października 200119:30 | Allan Jacobsen        | 6:6(0:6) | Jean-Michel Gonzalez · Serge Betsen | Myreside, Edynburg Widzów: 4 470 Sędzia: Tony Spreadbury |

| 6 października 200114:15 | Bath                                                       | 38:9(13:3) | Swansea                      | The Recreation Ground, Bath Widzów: 7 727 Sędzia: Didier Mené |
| 6 października 200114:15 | Kevin Maggs 5 (P) Matt Perry 18 (3pd 4K) Tom Voyce 15 (3P) | 38:9(13:3) | Arwel Thomas 9 (3K)          | The Recreation Ground, Bath Widzów: 7 727 Sędzia: Didier Mené |
| 6 października 200114:15 | Gavin Thomas                                               | 38:9(13:3) | Chris Wells · Tyrone Maullin | The Recreation Ground, Bath Widzów: 7 727 Sędzia: Didier Mené |

| 27 października 200117:30 | Swansea              | 15:10(6:7) | Biarritz                                       | St. Helens Ground, Swansea Widzów: 3 000 Sędzia: Andy Ireland |
| 27 października 200117:30 | Arwel Thomas 15 (5K) | 15:10(6:7) | Christophe Milheres 5 (P) Stuart Legg 5 (pd K) | St. Helens Ground, Swansea Widzów: 3 000 Sędzia: Andy Ireland |
| 27 października 200117:30 | Dean Thomas          | 15:10(6:7) | Sotélé Puleoto                                 | St. Helens Ground, Swansea Widzów: 3 000 Sędzia: Andy Ireland |

| 27 października 200118:15 | Edynburg           | 6:37(6:23) | Bath                                                                        | Myreside, Edynburg Widzów: 5 163 Sędzia: Alan Lewis |
| 27 października 200118:15 | Gordon Ross 6 (2K) | 6:37(6:23) | Gavin Thomas 5 (P) Matt Perry 22 (P 4pd 3K) Mike Catt 5 (P) Tom Voyce 5 (P) | Myreside, Edynburg Widzów: 5 163 Sędzia: Alan Lewis |
| 27 października 200118:15 | Craig Smith        | 6:37(6:23) |                                                                             | Myreside, Edynburg Widzów: 5 163 Sędzia: Alan Lewis |

| 3 listopada 200115:00 | Bath                               | 17:10(9:10) | Edynburg                                   | The Recreation Ground, Bath Widzów: 7 811 Sędzia: Joël Dumé |
| 3 listopada 200115:00 | Matt Perry 12 (4K) Tom Voyce 5 (P) | 17:10(9:10) | Duncan Hodge 5 (pd K) Kevin Utterson 5 (P) | The Recreation Ground, Bath Widzów: 7 811 Sędzia: Joël Dumé |
| 3 listopada 200115:00 | Steve Borthwick                    | 17:10(9:10) | Richard Metcalfe                           | The Recreation Ground, Bath Widzów: 7 811 Sędzia: Joël Dumé |

| 3 listopada 200118:30 | Biarritz                                                          | 24:15(9:12) | Swansea              | Parc des Sports Aguiléra, Biarritz Widzów: 4 000 Sędzia: David Tyndall |
| 3 listopada 200118:30 | Nicolas Brusque 5 (P) Sotélé Puleoto 5 (P) Stuart Legg 14 (pd 4K) | 24:15(9:12) | Gavin Henson 15 (5K) | Parc des Sports Aguiléra, Biarritz Widzów: 4 000 Sędzia: David Tyndall |
| 3 listopada 200118:30 | Andy Moore                                                        | 24:15(9:12) |                      | Parc des Sports Aguiléra, Biarritz Widzów: 4 000 Sędzia: David Tyndall |

| 5 stycznia 200217:30 | Swansea              | 12:24(6:18) | Bath                                                       | St. Helens Ground, Swansea Widzów: 3 000 Sędzia: Iain Ramage |
| 5 stycznia 200217:30 | Arwel Thomas 12 (4K) | 12:24(6:18) | Kevin Maggs 5 (P) Mark Gabey 5 (P) Olly Barkley 14 (pd 4K) | St. Helens Ground, Swansea Widzów: 3 000 Sędzia: Iain Ramage |
| 5 stycznia 200217:30 | Darren Morris        | 12:24(6:18) | Dan Dorsey                                                 | St. Helens Ground, Swansea Widzów: 3 000 Sędzia: Iain Ramage |

| 5 stycznia 200218:30 | Biarritz | 45:14(21:0) | Edynburg                               | Parc des Sports Aguiléra, Biarritz Widzów: 3 500 Sędzia: Hugh Watkins |
| 5 stycznia 200218:30 | Didier Chouchan 5 (P) Guillaume Bousses 5 (P) Jean-Emmanuel Cassin 5 (P) John Isaac 5 (P) Laurent Mazas 10 (5pd) Nicolas Brusque 5 (P) Olivier Nauroy 5 (P) Thomas Lievremont 5 (P) | 45:14(21:0) | Derrick Lee 5 (P) Duncan Hodge 4 (2pd) | Parc des Sports Aguiléra, Biarritz Widzów: 3 500 Sędzia: Hugh Watkins |
| 5 stycznia 200218:30 | Laurent Mazas · Olivier Nauroy · Serge Betsen | 45:14(21:0) |                                        | Parc des Sports Aguiléra, Biarritz Widzów: 3 500 Sędzia: Hugh Watkins |

| 11 stycznia 200219:30 | Edynburg                                                          | 30:20(16:6) | Swansea                                                        | Myreside, Edynburg Widzów: 3 256 Sędzia: Joël Jutge |
| 11 stycznia 200219:30 | Chris Paterson 5 (P) Gordon Ross 20 (pd dg 5K) Simon Taylor 5 (P) | 30:20(16:6) | Gavin Henson 10 (2pd 2K) Geraint Lewis 5 (P) Scott Gibbs 5 (P) | Myreside, Edynburg Widzów: 3 256 Sędzia: Joël Jutge |
| 11 stycznia 200219:30 | Dean Thomas · Matthew Robinson                                    | 30:20(16:6) |                                                                | Myreside, Edynburg Widzów: 3 256 Sędzia: Joël Jutge |

| 12 stycznia 200218:15 | Bath                                                                            | 31:13(16:6) | Biarritz                                           | The Recreation Ground, Bath Widzów: 7 900 Sędzia: Giulio De Santis |
| 12 stycznia 200218:15 | Kevin Maggs 5 (P) Matt Perry 5 (P) Mike Tindall 10 (2P) Olly Barkley 11 (pd 3K) | 31:13(16:6) | Julien Peyrelongue 8 (pd 2K) Philippe Bidabe 5 (P) | The Recreation Ground, Bath Widzów: 7 900 Sędzia: Giulio De Santis |
| 12 stycznia 200218:15 | Kevin Maggs                                                                     | 31:13(16:6) |                                                    | The Recreation Ground, Bath Widzów: 7 900 Sędzia: Giulio De Santis |

### Grupa D
| 29 września 200115:00 | Munster                                        | 28:23(10:14) | Castres                              | Thomond Park, Limerick Widzów: 10 500 Sędzia: Chris White |
| 29 września 200115:00 | Jason Holland 5 (P) Ronan O’Gara 23 (pd dg 6K) | 28:23(10:14) | Romain Teulet 18 (6K) Ugo Mola 5 (P) | Thomond Park, Limerick Widzów: 10 500 Sędzia: Chris White |
| 29 września 200115:00 | Arnaud Costes · Romain Froment                 | 28:23(10:14) |                                      | Thomond Park, Limerick Widzów: 10 500 Sędzia: Chris White |

| 29 września 200119:10 | Bridgend                                                       | 24:30(9:20) | Harlequins                                                | Brewery Field, Bridgend Widzów: 4 000 Sędzia: Joël Dumé |
| 29 września 200119:10 | Adrian Durston 5 (P) Cerith Rees 14 (pd 4K) Dafydd James 5 (P) | 24:30(9:20) | Dan Luger 5 (P) Paul Burke 20 (P 3pd 3K) Tu Tamarua 5 (P) | Brewery Field, Bridgend Widzów: 4 000 Sędzia: Joël Dumé |
| 29 września 200119:10 | Pat Sanderson                                                  | 24:30(9:20) |                                                           | Brewery Field, Bridgend Widzów: 4 000 Sędzia: Joël Dumé |

| 6 października 200117:00 | Harlequins                       | 8:24(5:13) | Munster                                             | Twickenham Stoop, Londyn Widzów: 9 000 Sędzia: Nigel Whitehouse |
| 6 października 200117:00 | Dan Luger 5 (P) Paul Burke 3 (K) | 8:24(5:13) | Jason Holland 8 (P dg) Ronan O’Gara 16 (P pd dg 2K) | Twickenham Stoop, Londyn Widzów: 9 000 Sędzia: Nigel Whitehouse |

| 6 października 200119:30 | Castres                                                                               | 35:23(30:6) | Bridgend                                                             | Stade Pierre-Antoine, Castres Widzów: 3 000 Sędzia: John Steele |
| 6 października 200119:30 | Levan Tsabadze 5 (P) Marc Biboulet 10 (2P) Romain Teulet 10 (2pd 2K) Ugo Mola 10 (2P) | 35:23(30:6) | Adrian Durston 13 (2pd 3K) Chris Stephens 5 (P) Maama Molitika 5 (P) | Stade Pierre-Antoine, Castres Widzów: 3 000 Sędzia: John Steele |

| 26 października 200119:05 | Bridgend             | 12:16(6:13) | Munster                                                 | Brewery Field, Bridgend Widzów: 4 000 Sędzia: Antonio Lombardi |
| 26 października 200119:05 | Craig Warlow 12 (4K) | 12:16(6:13) | John Kelly 5 (P) Mike Mullins 5 (P) Ronan O’Gara 6 (2K) | Brewery Field, Bridgend Widzów: 4 000 Sędzia: Antonio Lombardi |

| 28 października 200115:45 | Harlequins                                                        | 17:39(10:24) | Castres                                                                     | Twickenham Stoop, Londyn Widzów: 5 512 Sędzia: David McHugh |
| 28 października 200115:45 | Dan Luger 5 (P) Mark Mapletoft 7 (2pd K) Steve White-Cooper 5 (P) | 17:39(10:24) | Gregor Townsend 19 (2pd 5K) Norman Berryman 10 (2P) Shaun Longstaff 10 (2P) | Twickenham Stoop, Londyn Widzów: 5 512 Sędzia: David McHugh |

| 3 listopada 200115:00 | Munster | 40:6(16:6) | Bridgend                                                                    | Musgrave Park, Cork Widzów: 8 500 Sędzia: Didier Mené |
| 3 listopada 200115:00 | Anthony Horgan 5 (P) Jason Holland 5 (P) Jeremy Staunton 5 (P) John Kelly 5 (P) Mike Mullins 5 (P) Ronan O’Gara 15 (3pd 3K) | 40:6(16:6) | Craig Warlow 6 (dg K)                                                       | Musgrave Park, Cork Widzów: 8 500 Sędzia: Didier Mené |
| 3 listopada 200115:00 | Jim Williams · Marcus Horan                                                                                                 | 40:6(16:6) | Craig Warlow · Jamie Ringer · John Devereux · Richard Bryan · Jason Hewlett | Musgrave Park, Cork Widzów: 8 500 Sędzia: Didier Mené |

| 3 listopada 200119:30 | Castres                                                                            | 24:18(14:11) | Harlequins                                                   | Stade Pierre-Antoine, Castres Widzów: 5 000 Sędzia: Robert Davies |
| 3 listopada 200119:30 | Eric Artiguste 5 (P) Olivier Sarraméa 5 (P) Romain Teulet 9 (3pd K) Ugo Mola 5 (P) | 24:18(14:11) | David Slemen 8 (pd 2K) Keith Wood 5 (P) Will Greenwood 5 (P) | Stade Pierre-Antoine, Castres Widzów: 5 000 Sędzia: Robert Davies |

| 5 stycznia 200215:00 | Munster | 51:17(23:10) | Harlequins                                | Thomond Park, Limerick Widzów: 14 000 Sędzia: Stefano Mancini |
| 5 stycznia 200215:00 | Alan Quinlan 5 (P) Anthony Foley 5 (P) Dominic Crotty 5 (P) Frankie Sheahan 5 (P) Jason Holland 5 (P) Mick Galwey 5 (P) Ronan O’Gara 21 (3pd 5K) | 51:17(23:10) | Paul Burke 7 (2pd K) Tony Diprose 10 (2P) | Thomond Park, Limerick Widzów: 14 000 Sędzia: Stefano Mancini |
| 5 stycznia 200215:00 | Tu Tamarua | 51:17(23:10) |                                           | Thomond Park, Limerick Widzów: 14 000 Sędzia: Stefano Mancini |

| 5 stycznia 200217:00 | Bridgend                                                     | 26:37(0:24) | Castres                                                          | Brewery Field, Bridgend Widzów: 1 500 Sędzia: Andy Ireland |
| 5 stycznia 200217:00 | Colin Noon 5 (P) Craig Warlow 16 (2P 3pd) Dafydd James 5 (P) | 26:37(0:24) | Norman Berryman 5 (P) Romain Teulet 17 (4pd 3K) Ugo Mola 15 (3P) | Brewery Field, Bridgend Widzów: 1 500 Sędzia: Andy Ireland |
| 5 stycznia 200217:00 | Frederic Laluque                                             | 26:37(0:24) |                                                                  | Brewery Field, Bridgend Widzów: 1 500 Sędzia: Andy Ireland |

| 12 stycznia 200215:00 | Castres                                           | 21:13(16:3) | Munster                                    | Stade Pierre-Antoine, Castres Widzów: 9 200 Sędzia: Tony Spreadbury |
| 12 stycznia 200215:00 | Olivier Sarraméa 5 (P) Romain Teulet 16 (P pd 3K) | 21:13(16:3) | David Wallace 5 (P) Ronan O’Gara 8 (pd 2K) | Stade Pierre-Antoine, Castres Widzów: 9 200 Sędzia: Tony Spreadbury |
| 12 stycznia 200215:00 | Romain Froment · Ismaila Lassissi                 | 21:13(16:3) |                                            | Stade Pierre-Antoine, Castres Widzów: 9 200 Sędzia: Tony Spreadbury |

| 12 stycznia 200215:00 | Harlequins                                                                                  | 29:25(13:17) | Bridgend                                                                                | Twickenham Stoop, Londyn Widzów: 4 152 Sędzia: Donal Courtney |
| 12 stycznia 200215:00 | Chris Bell 5 (P) David Slemen 5 (P) Mark Mapletoft 9 (3K) Matt Moore 5 (P) Rob Jewell 5 (P) | 29:25(13:17) | Adrian Durston 3 (dg) Cerith Rees 12 (P 2pd K) Gareth Thomas 5 (P) Maama Molitika 5 (P) | Twickenham Stoop, Londyn Widzów: 4 152 Sędzia: Donal Courtney |

### Grupa E
| 28 września 200118:45 | Cardiff Blues                                                                          | 25:17(6:0) | Northampton Saints                                             | Cardiff Arms Park, Cardiff Widzów: 10 200 Sędzia: Joël Jutge |
| 28 września 200118:45 | Anthony Sullivan 5 (P) Nicky Robinson 10 (2pd 2K) Rhys Williams 5 (P) Rob Howley 5 (P) | 25:17(6:0) | Alistair Hepher 9 (P 2pd) Grant Seely 5 (P) Paul Grayson 3 (K) | Cardiff Arms Park, Cardiff Widzów: 10 200 Sędzia: Joël Jutge |

| 28 września 200119:30 | Glasgow Rugby                          | 19:19(6:6) | Montferrand                                    | Hughenden, Glasgow Widzów: 5 764 Sędzia: Alan Lewis |
| 28 września 200119:30 | Tommy Hayes 19 (P pd 4K)               | 19:19(6:6) | Gérald Merceron 14 (pd 4K) Olivier Magne 5 (P) | Hughenden, Glasgow Widzów: 5 764 Sędzia: Alan Lewis |
| 28 września 200119:30 | Jon Petrie · Jono Stuart · Tommy Hayes | 19:19(6:6) | Alessandro Troncon · Alessio Galasso           | Hughenden, Glasgow Widzów: 5 764 Sędzia: Alan Lewis |

| 6 października 200116:00 | Montferrand | 37:10(22:3) | Cardiff Blues                              | Stade Marcel-Michelin, Clermont-Ferrand Widzów: 8 500 Sędzia: Rob Dickson |
| 6 października 200116:00 | Aurélien Rougerie 10 (2P) David Bory 5 (P) Gérald Merceron 10 (2pd 2K) Jimmy Marlu 5 (P) Sébastien Viars 2 (pd) Tony Marsh 5 (P) | 37:10(22:3) | Nicky Robinson 5 (pd K) Spencer John 5 (P) | Stade Marcel-Michelin, Clermont-Ferrand Widzów: 8 500 Sędzia: Rob Dickson |
| 6 października 200116:00 | Christophe Dongieu · Nelio de Sa · Yves Pedrosa                                                                                  | 37:10(22:3) | Craig Quinnell                             | Stade Marcel-Michelin, Clermont-Ferrand Widzów: 8 500 Sędzia: Rob Dickson |

| 7 października 200115:45 | Northampton Saints                                                                                  | 30:9(22:3) | Glasgow Rugby         | Franklin’s Gardens, Northampton Widzów: 7 433 Sędzia: Marco Salera |
| 7 października 200115:45 | Budge Pountney 5 (P) James Brooks 5 (P) Luca Martin 5 (P) Mark Tucker 5 (P) Matt Dawson 10 (2pd 2K) | 30:9(22:3) | Tommy Hayes 9 (dg 2K) | Franklin’s Gardens, Northampton Widzów: 7 433 Sędzia: Marco Salera |

| 27 października 200115:00 | Cardiff Blues                                         | 46:7(17:0) | Glasgow Rugby                           | Cardiff Arms Park, Cardiff Widzów: 9 300 Sędzia: Chris White |
| 27 października 200115:00 | Anthony Sullivan 15 (3P) Iestyn Harris 31 (3P 5pd 2K) | 46:7(17:0) | Glenn Metcalfe 5 (P) Tommy Hayes 2 (pd) | Cardiff Arms Park, Cardiff Widzów: 9 300 Sędzia: Chris White |
| 27 października 200115:00 | Gregori Kacala                                        | 46:7(17:0) |                                         | Cardiff Arms Park, Cardiff Widzów: 9 300 Sędzia: Chris White |

| 27 października 200115:00 | Northampton Saints      | 15:21(6:10) | Montferrand                                          | Franklin’s Gardens, Northampton Widzów: 7 873 Sędzia: Clayton Thomas |
| 27 października 200115:00 | Alistair Hepher 15 (5K) | 15:21(6:10) | Aurélien Rougerie 5 (P) Xavier Sadourny 16 (P pd 3K) | Franklin’s Gardens, Northampton Widzów: 7 873 Sędzia: Clayton Thomas |
| 27 października 200115:00 | Ben Cohen               | 15:21(6:10) | Troy Jaques                                          | Franklin’s Gardens, Northampton Widzów: 7 873 Sędzia: Clayton Thomas |

| 3 listopada 200115:00 | Montferrand | 50:17(21:10) | Northampton Saints                                             | Stade Marcel-Michelin, Clermont-Ferrand Widzów: 10 146 Sędzia: Antonio Lombardi |
| 3 listopada 200115:00 | Aurélien Rougerie 10 (2P) David Bory 10 (2P) Jimmy Marlu 5 (P) Olivier Magne 5 (P) Sébastien Viars 2 (pd) Tony Marsh 5 (P) Xavier Sadourny 8 (pd dg K) | 50:17(21:10) | Alistair Hepher 7 (2pd K) Joe Shaw 5 (P) Matthew Stewart 5 (P) | Stade Marcel-Michelin, Clermont-Ferrand Widzów: 10 146 Sędzia: Antonio Lombardi |
| 3 listopada 200115:00 | Eric Lecomte | 50:17(21:10) | Dan Richmond                                                   | Stade Marcel-Michelin, Clermont-Ferrand Widzów: 10 146 Sędzia: Antonio Lombardi |

| 4 listopada 200115:45 | Glasgow Rugby                                                                   | 47:32(18:8) | Cardiff Blues                                                                          | Hughenden, Glasgow Widzów: 4 823 Sędzia: Giulio De Santis |
| 4 listopada 200115:45 | James McLaren 5 (P) Roland Reid 5 (P) Rory Kerr 5 (P) Tommy Hayes 32 (P 3pd 7K) | 47:32(18:8) | Andrew Henry 5 (P) Iestyn Harris 17 (P 3pd 2K) Pieter Muller 5 (P) Rhys Williams 5 (P) | Hughenden, Glasgow Widzów: 4 823 Sędzia: Giulio De Santis |

| 4 stycznia 200219:30 | Glasgow Rugby                                                                     | 31:27(13:11) | Northampton Saints                                              | Hughenden, Glasgow Widzów: 3 426 Sędzia: Joël Dumé |
| 4 stycznia 200219:30 | James McLaren 8 (pd 2K) Roland Reid 5 (P) Rory Kerr 10 (2P) Tommy Hayes 8 (pd 2K) | 31:27(13:11) | Andrew Blowers 5 (P) Ben Cohen 5 (P) Paul Grayson 17 (pd dg 4K) | Hughenden, Glasgow Widzów: 3 426 Sędzia: Joël Dumé |
| 4 stycznia 200219:30 | James McLaren                                                                     | 31:27(13:11) |                                                                 | Hughenden, Glasgow Widzów: 3 426 Sędzia: Joël Dumé |

| 5 stycznia 200215:00 | Cardiff Blues                                   | 26:20 | Montferrand                               | Cardiff Arms Park, Cardiff Widzów: 9 000 Sędzia: Tony Spreadbury |
| 5 stycznia 200215:00 | Iestyn Harris 16 (2pd 4K) Rhys Williams 10 (2P) | 26:20 | Gérald Merceron 15 (5K) Jimmy Marlu 5 (P) | Cardiff Arms Park, Cardiff Widzów: 9 000 Sędzia: Tony Spreadbury |
| 5 stycznia 200215:00 | Craig Quinnell · John Tait                      | 26:20 | Alessio Galasso · Alexandre Audebert      | Cardiff Arms Park, Cardiff Widzów: 9 000 Sędzia: Tony Spreadbury |

| 12 stycznia 200215:00 | Northampton Saints                          | 26:15(13:12) | Cardiff Blues         | Franklin’s Gardens, Northampton Widzów: 9 769 Sędzia: Iain Ramage |
| 12 stycznia 200215:00 | Ben Cohen 5 (P) Paul Grayson 16 (2pd dg 3K) | 26:15(13:12) | Iestyn Harris 15 (5K) | Franklin’s Gardens, Northampton Widzów: 9 769 Sędzia: Iain Ramage |
| 12 stycznia 200215:00 | Andrew Blowers                              | 26:15(13:12) | Craig Quinnell        | Franklin’s Gardens, Northampton Widzów: 9 769 Sędzia: Iain Ramage |

| 13 stycznia 200215:00 | Montferrand | 44:13(17:10) | Glasgow Rugby         | Stade Marcel-Michelin, Clermont-Ferrand Widzów: 10 000 Sędzia: David McHugh |
| 13 stycznia 200215:00 | Aurélien Rougerie 5 (P) Gérald Merceron 15 (P 2pd 2K) Jimmy Marlu 5 (P) Raphael Chanal 5 (P) Sébastien Viars 2 (pd) Tony Marsh 5 (P) Xavier Sadourny 2 (pd) | 44:13(17:10) | Tommy Hayes 8 (pd 2K) | Stade Marcel-Michelin, Clermont-Ferrand Widzów: 10 000 Sędzia: David McHugh |
| 13 stycznia 200215:00 | Marco Caputo | 44:13(17:10) |                       | Stade Marcel-Michelin, Clermont-Ferrand Widzów: 10 000 Sędzia: David McHugh |

### Grupa F
| 28 września 200119:00 | Leinster                                                                                      | 40:10(26:3) | Tuluza                                                             | Donnybrook Stadium, Dublin Widzów: 7 500 Sędzia: Steve Lander |
| 28 września 200119:00 | Brian O’Driscoll 10 (2P) Gordon D’Arcy 5 (P) Malcolm O’Kelly 5 (P) Nathan Spooner 20 (4pd 4K) | 40:10(26:3) | David Aucagne 2 (pd) Michel Marfaing 5 (P) Nicolas Jeanjean 3 (dg) | Donnybrook Stadium, Dublin Widzów: 7 500 Sędzia: Steve Lander |

| 29 września 200118:15 | Newcastle Falcons                  | 21:34(12:18) | Newport                                                                            | Kingston Park, Newcastle upon Tyne Widzów: 5 000 Sędzia: Antonio Lombardi |
| 29 września 200118:15 | Jonny Wilkinson 21 (7K) Error 2042 | 21:34(12:18) | Jon Pritchard 5 (P) Matt Mostyn 5 (P) Peter Buxton 5 (P) Shane Howarth 19 (2pd 5K) | Kingston Park, Newcastle upon Tyne Widzów: 5 000 Sędzia: Antonio Lombardi |
| 29 września 200118:15 | James Isaacson                     | 21:34(12:18) | Andy Powell · Ofisa Tonu’u                                                         | Kingston Park, Newcastle upon Tyne Widzów: 5 000 Sędzia: Antonio Lombardi |

| 5 października 200119:00 | Leinster                                                                              | 28:9(11:3) | Newcastle Falcons      | Donnybrook Stadium, Dublin Widzów: 7 500 Sędzia: Daniel Gillet |
| 5 października 200119:00 | Brian O’Driscoll 5 (P) Eric Miller 5 (P) Gordon D’Arcy 5 (P) Nathan Spooner 8 (pd 2K) | 28:9(11:3) | Jonny Wilkinson 9 (3K) | Donnybrook Stadium, Dublin Widzów: 7 500 Sędzia: Daniel Gillet |
| 5 października 200119:00 | Richard Arnold                                                                        | 28:9(11:3) |                        | Donnybrook Stadium, Dublin Widzów: 7 500 Sędzia: Daniel Gillet |

| 6 października 200118:15 | Newport                                      | 21:20(8:7) | Tuluza                                            | Rodney Parade, Newport Widzów: 9 180 Sędzia: Alain Rolland |
| 6 października 200118:15 | Matt Mostyn 5 (P) Shane Howarth 16 (P pd 3K) | 21:20(8:7) | Jerome Fillol 10 (2P) Michel Marfaing 10 (2pd 2K) | Rodney Parade, Newport Widzów: 9 180 Sędzia: Alain Rolland |

| 26 października 200119:00 | Leinster                                                         | 21:6(7:3) | Newport              | Donnybrook Stadium, Dublin Widzów: 7 500 Sędzia: Rob Dickson |
| 26 października 200119:00 | Nathan Spooner 11 (pd 3K) Peter McKenna 5 (P) Shane Horgan 5 (P) | 21:6(7:3) | Shane Howarth 6 (2K) | Donnybrook Stadium, Dublin Widzów: 7 500 Sędzia: Rob Dickson |
| 26 października 200119:00 | Peter Buxton                                                     | 21:6(7:3) |                      | Donnybrook Stadium, Dublin Widzów: 7 500 Sędzia: Rob Dickson |

| 28 października 200114:50 | Tuluza                                                                                              | 33:13(26:13) | Newcastle Falcons                        | Stade Ernest-Wallon, Tuluza Widzów: 8 228 Sędzia: Paul Adams |
| 28 października 200114:50 | Cedric Heymans 5 (P) Error 2042 Michel Marfaing 13 (P 4pd) Xavier Garbajosa 5 (P) Yannick Bru 5 (P) | 33:13(26:13) | Dave Walder 8 (pd dg K) Epi Taione 5 (P) | Stade Ernest-Wallon, Tuluza Widzów: 8 228 Sędzia: Paul Adams |

| 2 listopada 200119:05 | Newport                                                         | 21:26(18:10) | Leinster                                                         | Rodney Parade, Newport Widzów: 10 285 Sędzia: Chris White |
| 2 listopada 200119:05 | Andy Marinos 5 (P) Ben Breeze 5 (P) Shane Howarth 11 (pd dg 2K) | 21:26(18:10) | Eric Miller 5 (P) Nathan Spooner 16 (2pd 4K) Peter McKenna 5 (P) | Rodney Parade, Newport Widzów: 10 285 Sędzia: Chris White |

| 3 listopada 200115:00 | Newcastle Falcons                                                                          | 42:9(15:9) | Tuluza                           | Kingston Park, Newcastle upon Tyne Widzów: 5 041 Sędzia: Rob Dickson |
| 3 listopada 200115:00 | Epi Taione 5 (P) Hugh Vyvyan 5 (P) Jonny Wilkinson 27 (3pd dg 6K) Michael Stephenson 5 (P) | 42:9(15:9) | Error 2042 Michel Marfaing 3 (K) | Kingston Park, Newcastle upon Tyne Widzów: 5 041 Sędzia: Rob Dickson |

| 5 stycznia 200218:00 | Tuluza                                                                                     | 36:23(12:9) | Newport                                         | Stadium Municipal, Tuluza Widzów: 6 400 Sędzia: Alan Lewis |
| 5 stycznia 200218:00 | Finau Maka 5 (P) Michel Marfaing 5 (P) Xavier Garbajosa 3 (dg) Yann Delaigue 23 (P 3pd 4K) | 36:23(12:9) | Jason Forster 10 (2P) Jason Strange 13 (2pd 3K) | Stadium Municipal, Tuluza Widzów: 6 400 Sędzia: Alan Lewis |

| 8 stycznia 200219:30 | Newcastle Falcons                                              | 15:17(10:10) | Leinster                                                                         | Headingley Stadium, Leeds Widzów: 1 146 Sędzia: Gareth Simmonds |
| 8 stycznia 200219:30 | Inga Tuigamala 5 (P) Jamie Noon 5 (P) Jonny Wilkinson 5 (pd K) | 15:17(10:10) | Ben Willis 5 (P) Brian O’Meara 5 (pd K) Denis Hickie 5 (P) Nathan Spooner 2 (pd) | Headingley Stadium, Leeds Widzów: 1 146 Sędzia: Gareth Simmonds |
| 8 stycznia 200219:30 | Trevor Brennan                                                 | 15:17(10:10) |                                                                                  | Headingley Stadium, Leeds Widzów: 1 146 Sędzia: Gareth Simmonds |

| 11 stycznia 200219:05 | Newport | 53:17(27:3) | Newcastle Falcons                             | Rodney Parade, Newport Widzów: 8 173 Sędzia: Didier Mené |
| 11 stycznia 200219:05 | Andy Marinos 5 (P) Andy Powell 5 (P) Jason Forster 5 (P) Jason Strange 18 (6pd 2K) Joe Powell 5 (P) Matthew Watkins 15 (3P) | 53:17(27:3) | Dave Walder 12 (P 2pd K) Gary Armstrong 5 (P) | Rodney Parade, Newport Widzów: 8 173 Sędzia: Didier Mené |
| 11 stycznia 200219:05 | Rob Devonshire | 53:17(27:3) |                                               | Rodney Parade, Newport Widzów: 8 173 Sędzia: Didier Mené |

| 13 stycznia 200214:30 | Tuluza | 43:7(3:0) | Leinster                                   | Stadium Municipal, Tuluza Widzów: 6 746 Sędzia: Steve Leyshon |
| 13 stycznia 200214:30 | Cedric Heymans 15 (3P) Emile Ntamack 7 (P pd) Finau Maka 5 (P) Michel Marfaing 5 (P) Yann Delaigue 11 (4pd K) | 43:7(3:0) | Brian O’Meara 2 (pd) Victor Costello 5 (P) | Stadium Municipal, Tuluza Widzów: 6 746 Sędzia: Steve Leyshon |

## Faza pucharowa
|  |                  |                  |                  |                  |    |                  |                  |          |  |  |       |       |       |
|  | Ćwierćfinał      | Ćwierćfinał      | Ćwierćfinał      |                  |    | Półfinał         | Półfinał         | Półfinał |  |  | Finał | Finał | Finał |
|  | Ćwierćfinał      | Ćwierćfinał      | Ćwierćfinał      |                  |    | Półfinał         | Półfinał         | Półfinał |  |  | Finał | Finał | Finał |
|  | 27 stycznia 2002 |                  |                  |                  |    |                  |                  |          |  |  |       |       |       |
|  |                  |                  |                  |                  |    |                  |                  |          |  |  |       |       |       |
|  | Leicester Tigers | Leicester Tigers | 29               |                  |    |                  |                  |          |  |  |       |       |       |
|  | Leicester Tigers | Leicester Tigers | 29               | 28 kwietnia 2002 |    |                  |                  |          |  |  |       |       |       |
|  | Leinster         | Leinster         | 18               |                  |    |                  |                  |          |  |  |       |       |       |
|  | Leinster         | Leinster         | 18               |                  |    | Leicester Tigers | Leicester Tigers | 13       |  |  |       |       |       |
|  | 26 stycznia 2002 |                  |                  |                  |    | Leicester Tigers | Leicester Tigers | 13       |  |  |       |       |       |
|  |                  |                  | Scarlets         | Scarlets         | 12 |                  |                  |          |  |  |       |       |       |
|  | Bath             | Bath             | Scarlets         | Scarlets         | 12 | 10               |                  |          |  |  |       |       |       |
|  | Bath             | Bath             |                  |                  |    | 10               | 25 maja 2002     |          |  |  |       |       |       |
|  | Scarlets         | Scarlets         | 27               |                  |    |                  |                  |          |  |  |       |       |       |
|  | Scarlets         | Scarlets         | 27               |                  |    | Leicester Tigers | Leicester Tigers | 15       |  |  |       |       |       |
|  | 26 stycznia 2002 |                  |                  |                  |    | Leicester Tigers | Leicester Tigers | 15       |  |  |       |       |       |
|  |                  |                  | Munster          | Munster          | 9  |                  |                  |          |  |  |       |       |       |
|  | Castres          | Castres          | Munster          | Munster          | 9  | 22               |                  |          |  |  |       |       |       |
|  | Castres          | Castres          | 27 kwietnia 2002 |                  |    | 22               |                  |          |  |  |       |       |       |
|  | Montferrand      | Montferrand      | 21               |                  |    |                  |                  |          |  |  |       |       |       |
|  | Montferrand      | Montferrand      | 21               |                  |    | Castres          | Castres          | 17       |  |  |       |       |       |
|  | 26 stycznia 2002 |                  |                  |                  |    | Castres          | Castres          | 17       |  |  |       |       |       |
|  |                  |                  | Munster          | Munster          | 25 |                  |                  |          |  |  |       |       |       |
|  | Stade Français   | Stade Français   | Munster          | Munster          | 25 | 14               |                  |          |  |  |       |       |       |
|  | Stade Français   | Stade Français   |                  |                  |    |                  |                  |          |  |  |       |       |       |
|  | Munster          | Munster          | 16               |                  |    |                  |                  |          |  |  |       |       |       |
|  | Munster          | Munster          | 16               |                  |    |                  |                  |          |  |  |       |       |       |

| 27 stycznia 200215:00 | Leicester Tigers                                                                | 29:18(24:13) | Leinster                                                     | Welford Road, Leicester Widzów: 16 249 Sędzia: Joël Jutge |
| 27 stycznia 200215:00 | Austin Healey 5 (P) Geordan Murphy 9 (P 2pd) Leon Lloyd 5 (P) Neil Back 10 (2P) | 29:18(24:13) | Ben Willis 5 (P) Denis Hickie 5 (P) Nathan Spooner 8 (pd 2K) | Welford Road, Leicester Widzów: 16 249 Sędzia: Joël Jutge |
| 27 stycznia 200215:00 | Lewis Moody                                                                     | 29:18(24:13) |                                                              | Welford Road, Leicester Widzów: 16 249 Sędzia: Joël Jutge |

| 26 stycznia 200215:00 | Bath                                     | 10:27(3:15) | Scarlets                 | The Recreation Ground, Bath Widzów: 8 200 Sędzia: Alan Lewis |
| 26 stycznia 200215:00 | Gavin Thomas 5 (P) Olly Barkley 5 (pd K) | 10:27(3:15) | Stephen Jones 27 (dg 8K) | The Recreation Ground, Bath Widzów: 8 200 Sędzia: Alan Lewis |

| 26 stycznia 200214:45 | Castres                                                              | 22:21(15:9) | Montferrand             | Stade Pierre-Antoine, Castres Widzów: 9 500 Sędzia: Chris White |
| 26 stycznia 200214:45 | Gregor Townsend 3 (dg) Romain Froment 5 (P) Romain Teulet 14 (pd 4K) | 22:21(15:9) | Gérald Merceron 21 (7K) | Stade Pierre-Antoine, Castres Widzów: 9 500 Sędzia: Chris White |
| 26 stycznia 200214:45 | Nicolas Spanghero                                                    | 22:21(15:9) | David Bory              | Stade Pierre-Antoine, Castres Widzów: 9 500 Sędzia: Chris White |

| 26 stycznia 200216:15 | Stade Français                                  | 14:16(3:16) | Munster                                         | Stade Jean-Bouin, Paryż Widzów: 12 000 Sędzia: Nigel Whitehouse |
| 26 stycznia 200216:15 | Christophe Juillet 5 (P) Diego Domínguez 9 (3K) | 14:16(3:16) | Anthony Horgan 5 (P) Ronan O’Gara 11 (pd dg 2K) | Stade Jean-Bouin, Paryż Widzów: 12 000 Sędzia: Nigel Whitehouse |
| 26 stycznia 200216:15 | Pierre Rabadan                                  | 14:16(3:16) |                                                 | Stade Jean-Bouin, Paryż Widzów: 12 000 Sędzia: Nigel Whitehouse |

| 28 kwietnia 200215:00 | Leicester Tigers                         | 13:12(3:9) | Scarlets              | City Ground, West Bridgford Widzów: 29 849 Sędzia: David McHugh |
| 28 kwietnia 200215:00 | Harry Ellis 5 (P) Tim Stimpson 8 (pd 2K) | 13:12(3:9) | Stephen Jones 12 (4K) | City Ground, West Bridgford Widzów: 29 849 Sędzia: David McHugh |

| 27 kwietnia 200215:00 | Castres                                     | 17:25(9:6) | Munster                                  | Stade de la Méditerranée, Béziers Widzów: 20 400 Sędzia: Chris White |
| 27 kwietnia 200215:00 | Romain Teulet 12 (4K) Shaun Longstaff 5 (P) | 17:25(9:6) | John Kelly 5 (P) Ronan O’Gara 20 (pd 6K) | Stade de la Méditerranée, Béziers Widzów: 20 400 Sędzia: Chris White |
| 27 kwietnia 200215:00 | Brent Moyle                                 | 17:25(9:6) | Peter Clohessy                           | Stade de la Méditerranée, Béziers Widzów: 20 400 Sędzia: Chris White |

| 25 maja 200215:00 | Leicester Tigers                                               | 15:9(5:6) | Munster             | Millennium Stadium, Cardiff Widzów: 74 600 Sędzia: Joël Jutge |
| 25 maja 200215:00 | Austin Healey 5 (P) Geordan Murphy 5 (P) Tim Stimpson 5 (pd K) | 15:9(5:6) | Ronan O’Gara 9 (3K) | Millennium Stadium, Cardiff Widzów: 74 600 Sędzia: Joël Jutge |